# Pyramidellidae
Famille
Synonymes
- famille Chemnitziidae
- ordre Heterostropha P. Fischer, 1885

Les Pyramidellidae sont une famille de mollusques gastéropodes de l'ordre des Heterostropha.

## Liste des genres
Selon World Register of Marine Species (23 janvier 2015) :
- genre Aartsenia Warén, 1991

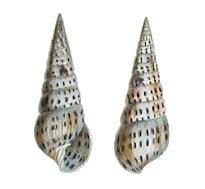
Pyramidella maculosa

- genre Afroturbonilla Peñas, Rolán & Schander, 1999
- genre Agatha A. Adams, 1860
- genre Asmunda Dall & Bartsch, 1904
- genre Babella Dall & Bartsch, 1906
- genre Bacteridiella Saurin, 1959
- genre Bacteridium Thiele, 1929
- genre Bartrumella Laws, 1940
- genre Bartschella Iredale, 1916
- genre Besla Dall & Bartsch, 1904
- genre Boonea Robertson, 1978
- genre Bulimoscilla Robba, 2013
- genre Carasia Jekelius, 1944
- genre Careliopsis Mörch, 1875
- genre Charilda Iredale, 1929
- genre Chrysallida Carpenter, 1856
- genre Cimaria Høisæter, 2012
- genre Cinctiuga Laseron, 1951
- genre Cingulina A. Adams, 1860
- genre Colsyrnola Iredale, 1929
- genre Contraxiala Laseron, 1956
- genre Cossmannica Dall & Bartsch, 1904
- genre Costabieta Laseron, 1956
- genre Costosyrnola Laws, 1937
- genre Cyclostremella Bush, 1897
- genre Derjuginella Habe, 1958
- genre Digoniaxis Jousseaume, 1889
- genre Ebalina Thiele, 1929
- genre Egila Dall & Bartsch, 1904
- genre Egilina Dall & Bartsch, 1906
- genre Eulimastoma Bartsch, 1916
- genre Eulimella Forbes & M'Andrew, 1846
- genre Euparthenia Thiele, 1931
- genre Eurathea Laseron, 1959
- genre Evalea A. Adams, 1860
- genre Exesilla Laseron, 1959
- genre Fargoa Bartsch, 1955
- genre Gispyrella Laws, 1937
- genre Globostomia Hoffman, van Heugten & Lavaleye, 2009
- genre Gumina Finlay, 1928
- genre Herewardia Iredale, 1935
- genre Herviera Melvill & Standen, 1899
- genre Hinemoa W. R. B. Oliver, 1915
- genre Houbricka Wise, 1996
- genre Iolaea A. Adams, 1867
- genre Iphiana Dall & Bartsch, 1904
- genre Ivara Dall & Bartsch in Arnold, 1903
- genre Kejdonia Mifsud, 1999
- genre Kleinella A. Adams, 1860
- genre Kongsrudia Lygre & Schander, 2010
- genre Kunopia Laseron, 1959
- genre Latavia Laseron, 1951
- genre Levipyrgulina Laws, 1941
- genre Liamorpha Pilsbry, 1898
- genre Linopyrga Laws, 1941
- genre Liostomia G.O. Sars, 1878
- genre Longchaeus Mörch, 1875
- genre Marginodostomia Nomura, 1936
- genre Megastomia Monterosato, 1884
- genre Menesthella Nomura, 1939
- genre Menestho Möller, 1842
- genre Milda Dall & Bartsch, 1904
- genre Miralda A. Adams, 1863
- genre Moerchia A. Adams, 1860
- genre Moesia Jekelius, 1944
- genre Monotygma G. B. Sowerby II, 1839
- genre Mormula A. Adams, 1863
- genre Mormulasta Laseron, 1959
- genre Mumiola A. Adams, 1863
- genre Myxa Hedley, 1903
- genre Nesiodostomia Pilsbry, 1918
- genre Nisipyrgiscus Robba, 2013
- genre Nisiturris Dall & Bartsch, 1906
- genre Noemiamea de Folin, 1886
- genre Numaegilina Nomura, 1938
- genre Obexomia Laws, 1941
- genre Odostomella Bucquoy, Dautzenberg & Dollfus, 1883
- genre Odostomia Fleming, 1813
- genre Ondina de Folin, 1870
- genre Oopyramis Thiele, 1930
- genre Orinella Dall & Bartsch, 1904
- genre Oscilla A. Adams, 1861
- genre Otopleura P. Fischer, 1885
- genre Paracingulina Nomura, 1936
- genre Paradoxella Laseron, 1959
- genre Pardoxella Laseron, 1959
- genre Paregila Laseron, 1951
- genre Parodostomia Laseron, 1959
- genre Parthenina Bucquoy, Dautzenberg & Dollfus, 1883
- genre Peristichia Dall, 1889
- genre Petitilla Wise, 1997
- genre Phasianema S. V. Wood, 1842
- genre Planpyrgiscus Laws, 1937
- genre Polemicella Schander, Van Aartsen & Corgan, 1999
- genre Polyspirella Carpenter, 1861
- genre Pseudorissoina Tate & May, 1900
- genre Pseudoscilla Boettger, 1901
- genre Pseudoskenella Ponder, 1973
- genre Ptycheulimella Sacco, 1892
- genre Pukeuria Laws, 1941
- genre Puposyrnola Cossmann, 1921
- genre Pyrabinella Faber, 2013
- genre Pyramidella Lamarck, 1799
- genre Pyrgiscus Philippi, 1841
- genre Pyrgulina A. Adams, 1863
- genre Quirella Laseron, 1959
- genre Rissopsetia Dell, 1956
- genre Rissosyrnola Nomura, 1939
- genre Rugadentia Laseron, 1951
- genre Salassia de Folin, 1870
- genre Sayella Dall, 1885
- genre Sinuatodostomia Nomura, 1937
- genre Siogamaia Nomura, 1936
- genre Spirallinella Chaster, 1901
- genre Streptocionella Pfeffer, 1886
- genre Striarcana Laws, 1937
- genre Striodostomia Laws, 1940
- genre Strioturbonilla Sacco, 1892
- genre Stylopsis A. Adams, 1860
- genre Styloptygma A. Adams, 1860
- genre Stylopyramis Thiele, 1929
- genre Sulcoturbonilla Sacco, 1892
- genre Syrnola A. Adams, 1860
- genre Tathrella Laseron, 1959
- genre Terelimella Laws, 1938
- genre Tiberia Jeffreys, 1884
- genre Tibersyrnola Laws, 1937
- genre Trabecula Monterosato, 1884
- genre Triptychus Mörch, 1875
- genre Tropaeas Dall & Bartsch, 1904
- genre Turbolidium Robba, 2013
- genre Turbonilla Risso, 1826
- genre Turriodostomia (Habe, 1961)
- genre Vagna Dall & Bartsch, 1904
- genre Visma Dall & Bartsch, 1904
- genre Volutaxiella Strebel, 1908
- genre Waikura Marwick, 1931
- genre Yoshishigea Hori & Fukuda, 1999

## Galerie

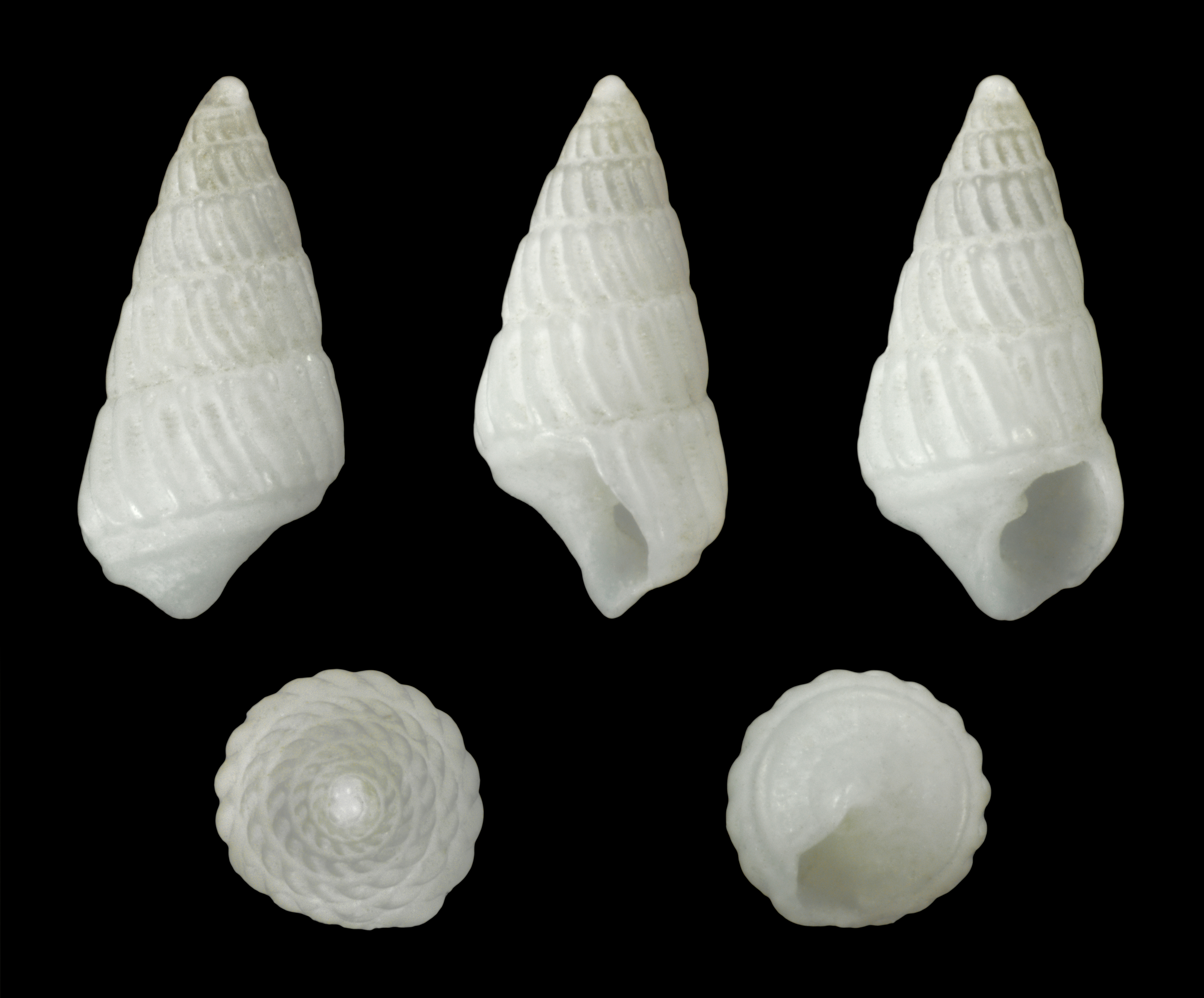
Babella gloria
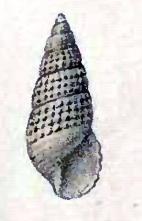
Boonea impressa
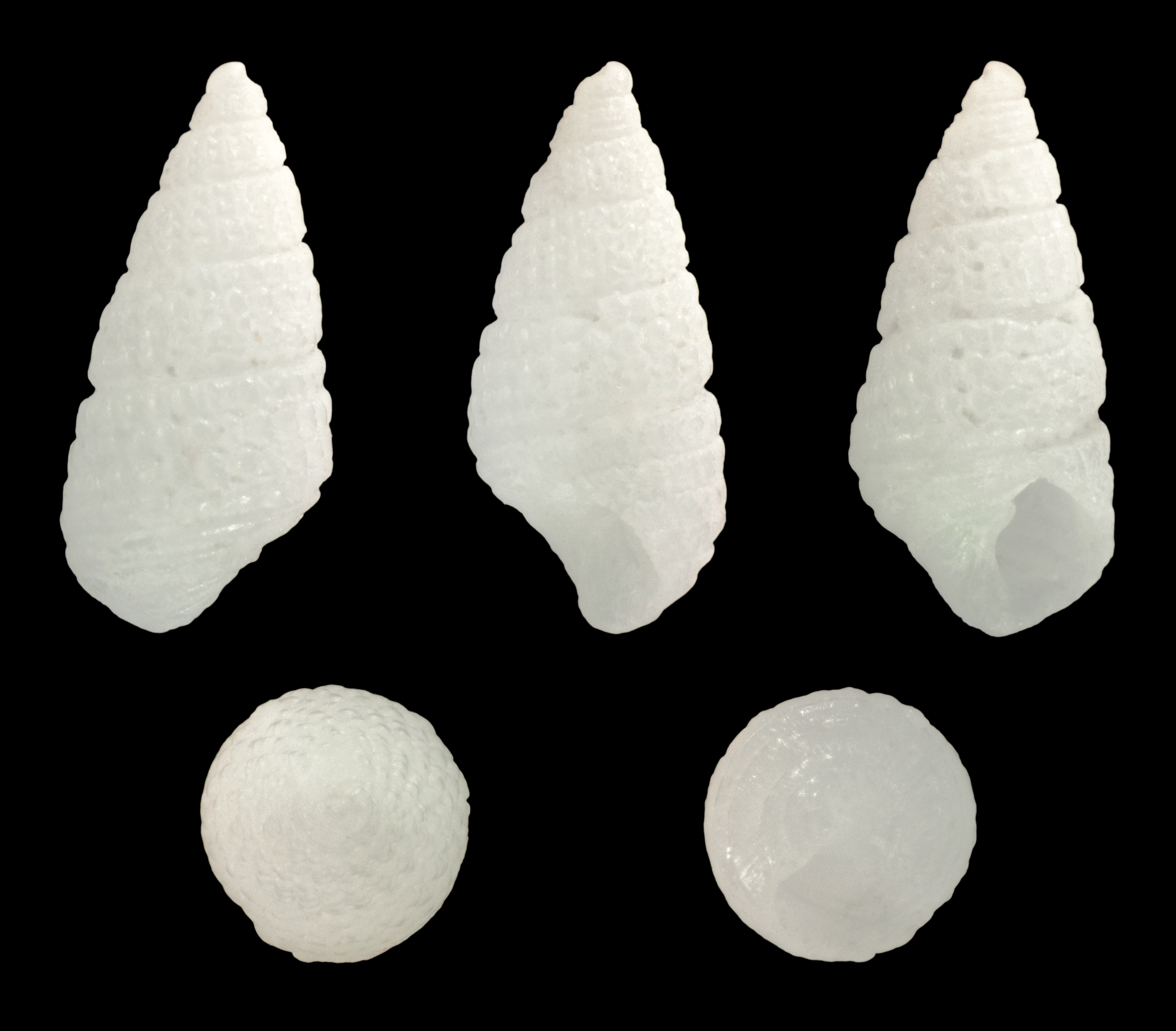
Chrysallida nioba
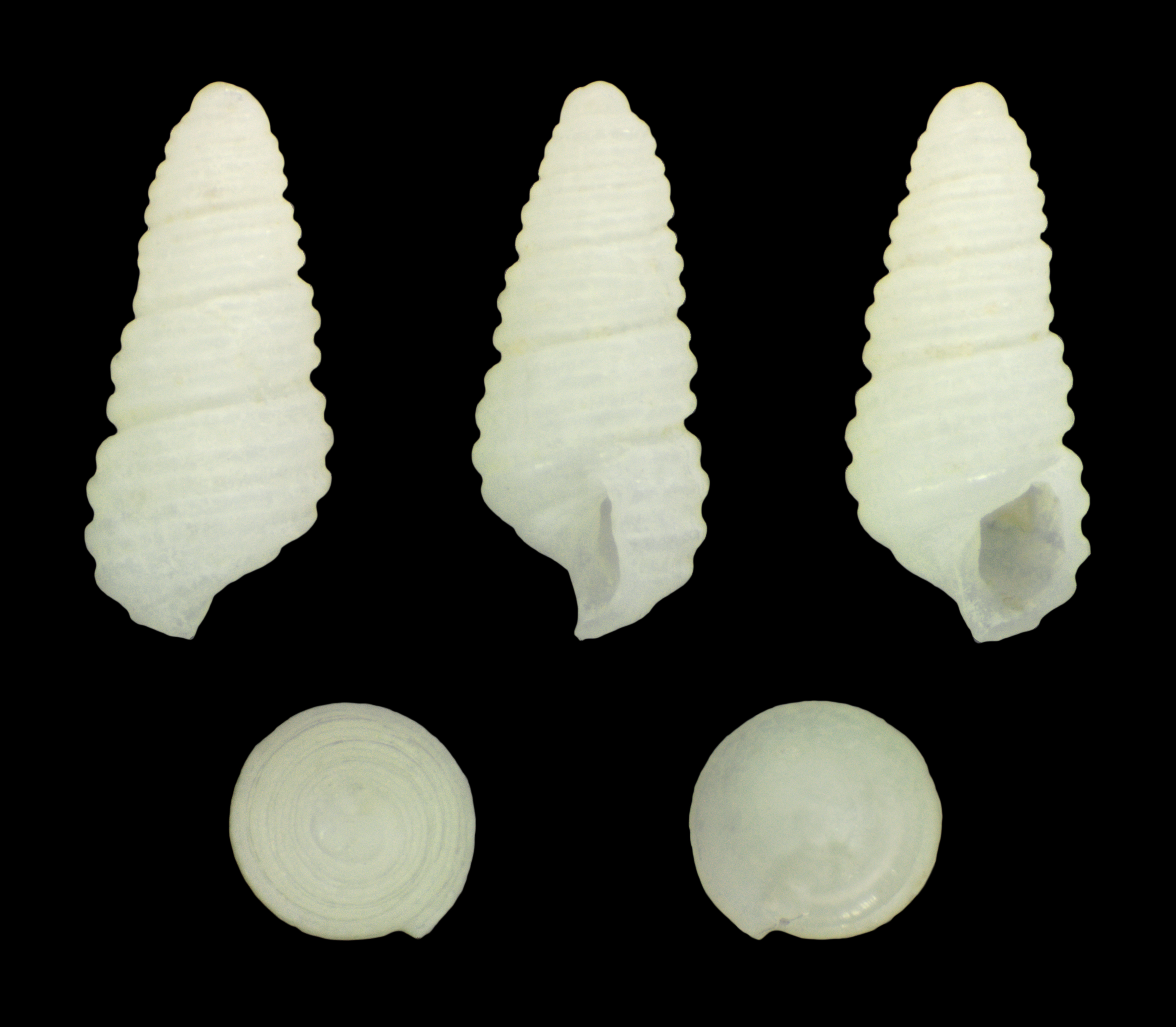
Cingulina laticingula
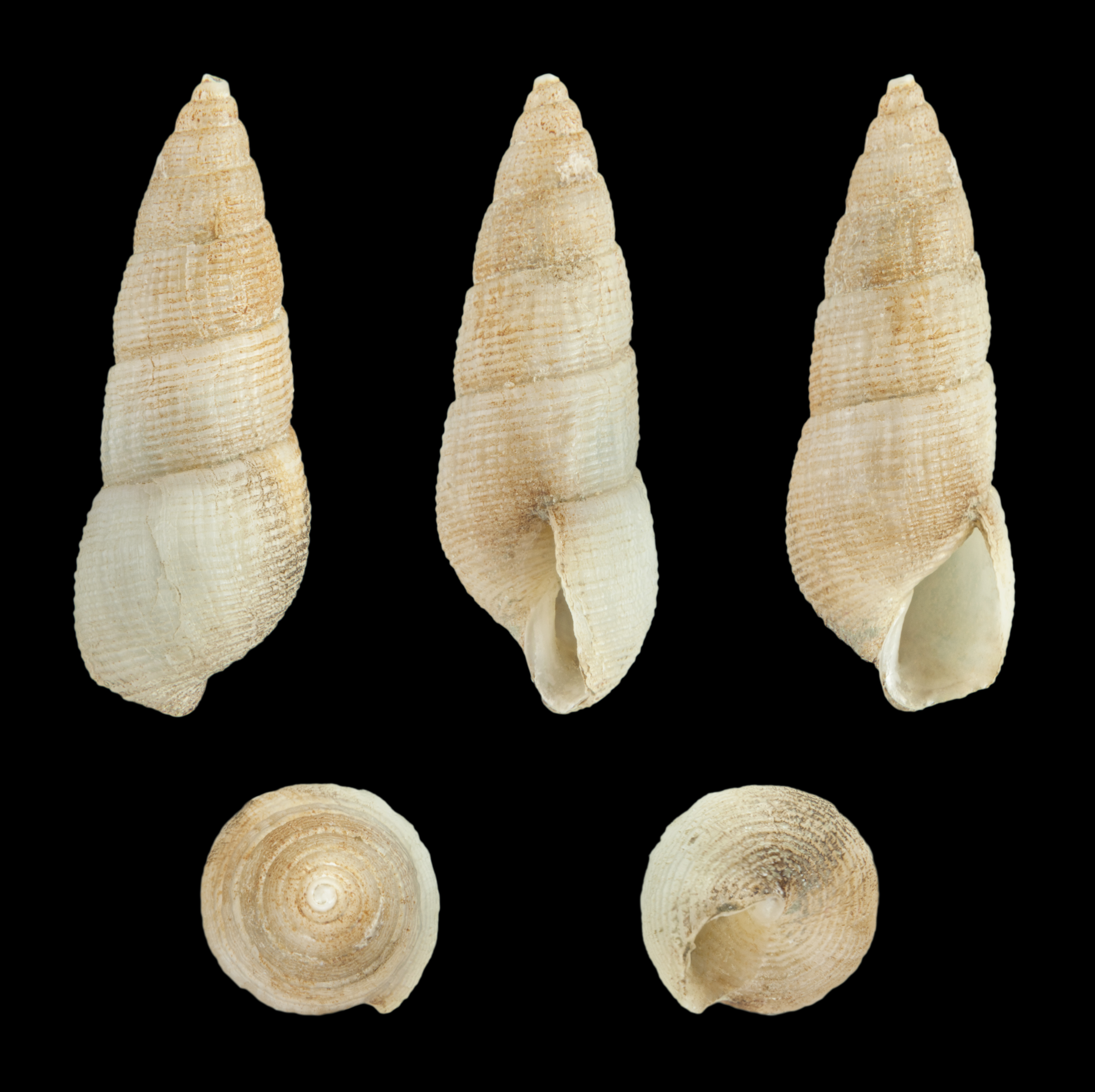
Euparthenia bulinea
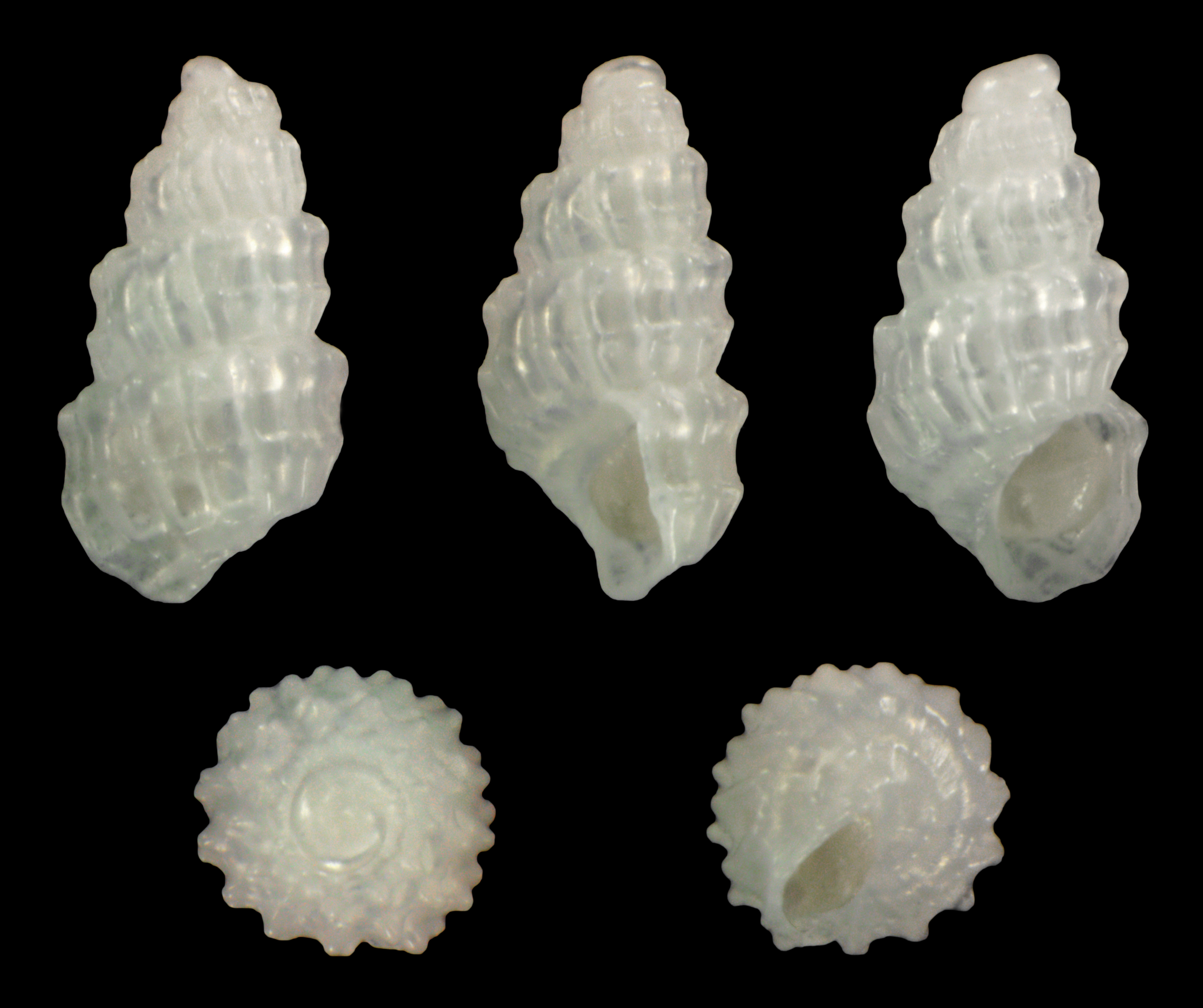
Folinella excavata
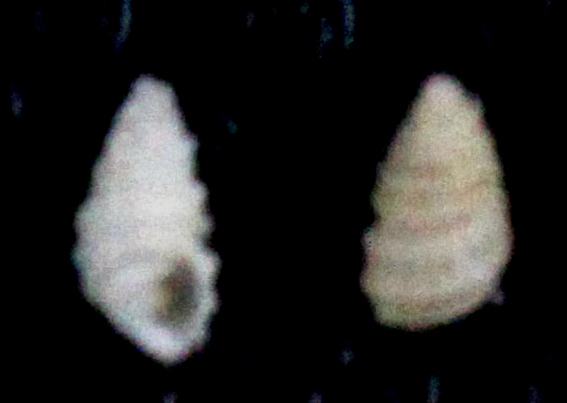
Iolaea eucosmia
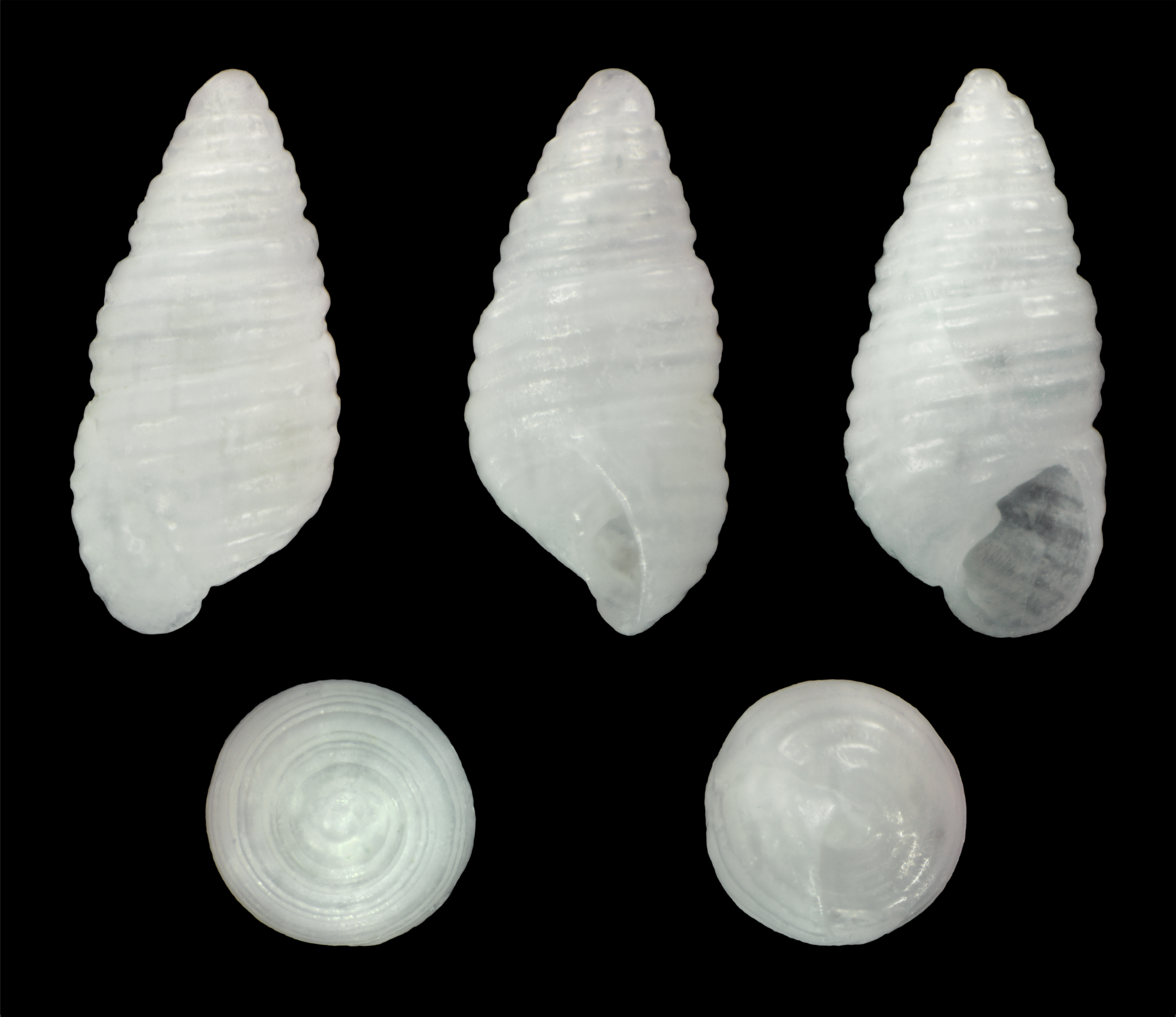
Hinemoa indica
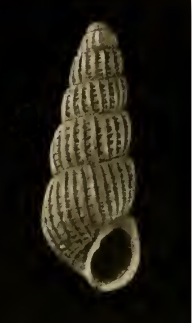
Linopyrga tantilla
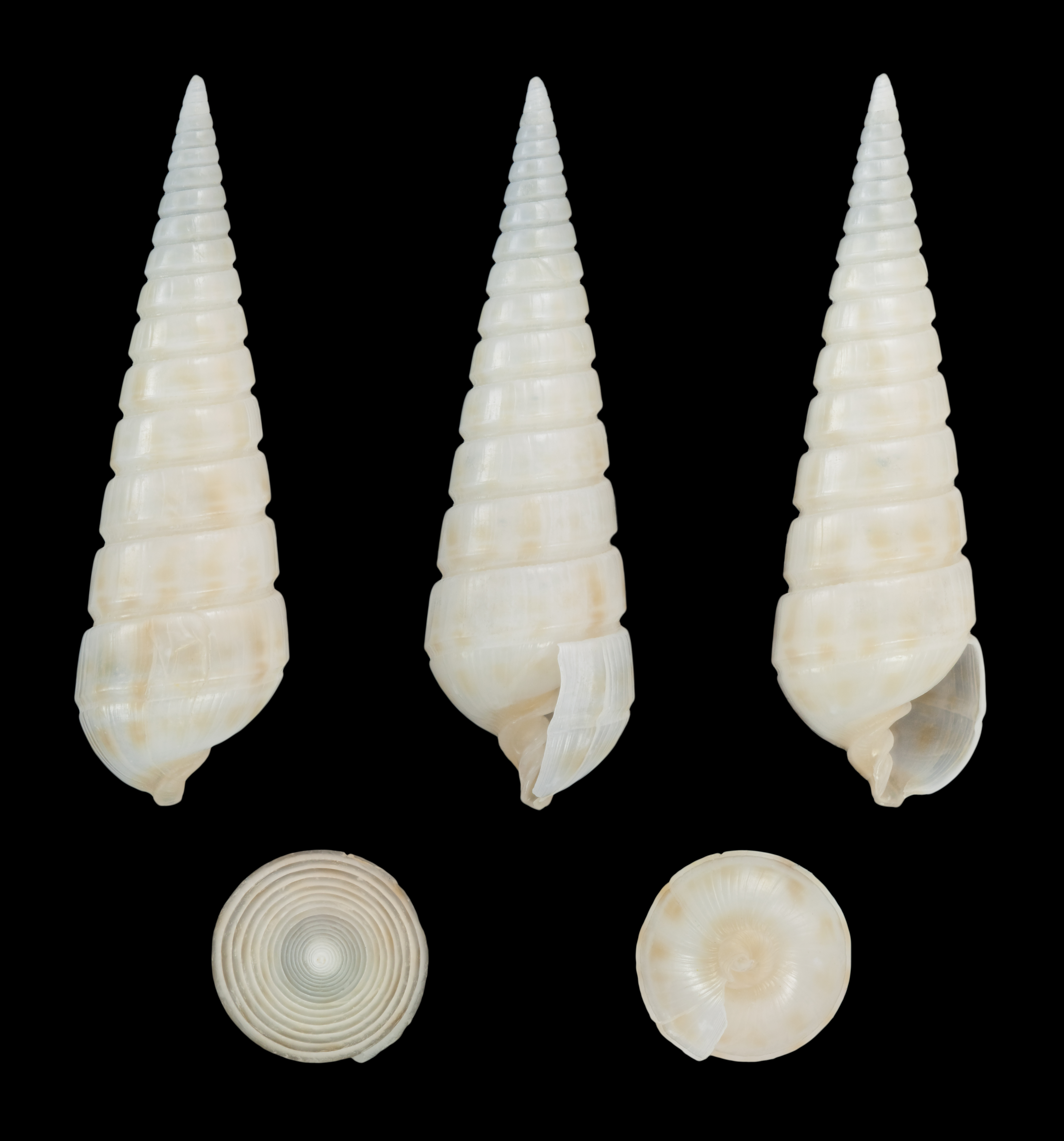
Longchaeus turritus
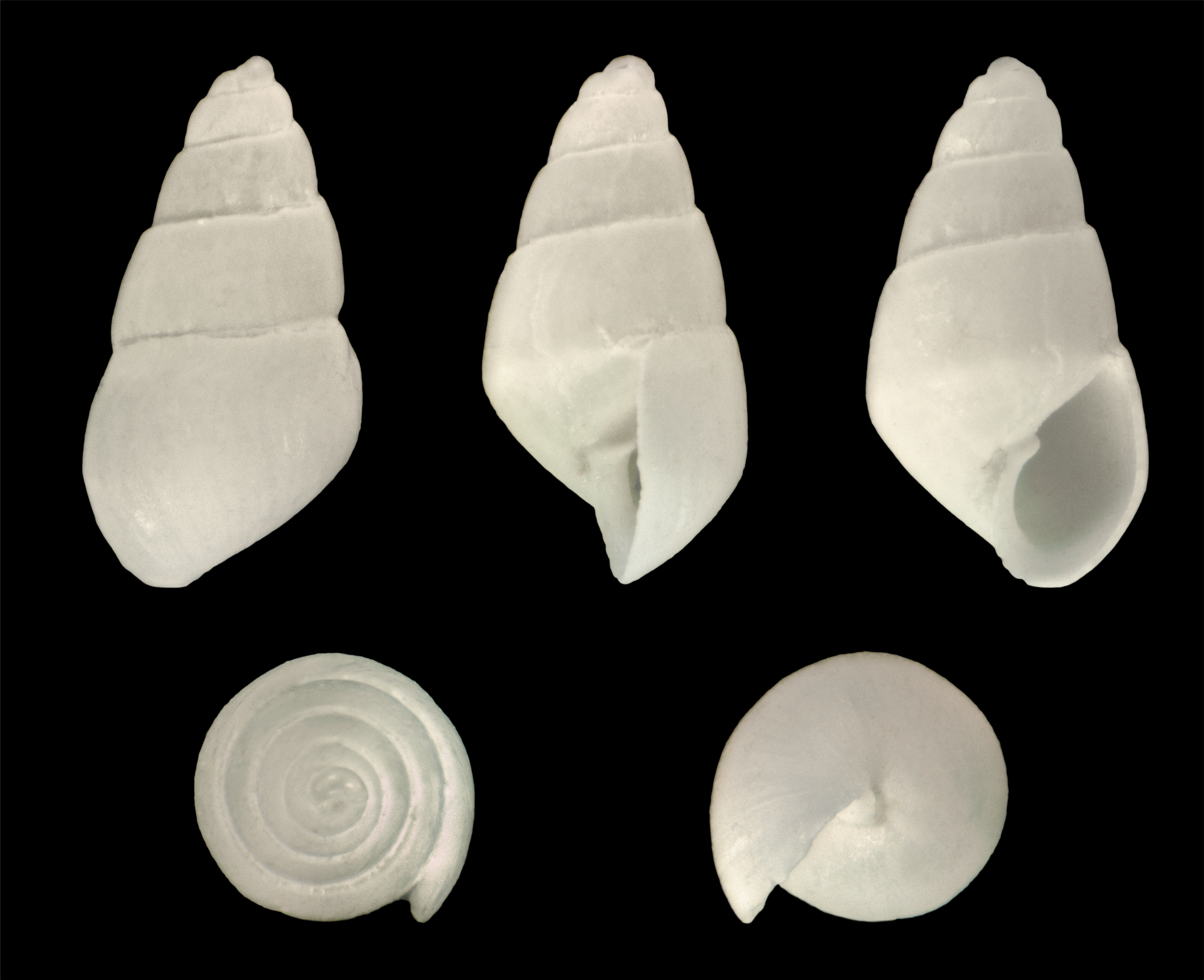
Marginodostomia suturamarginata
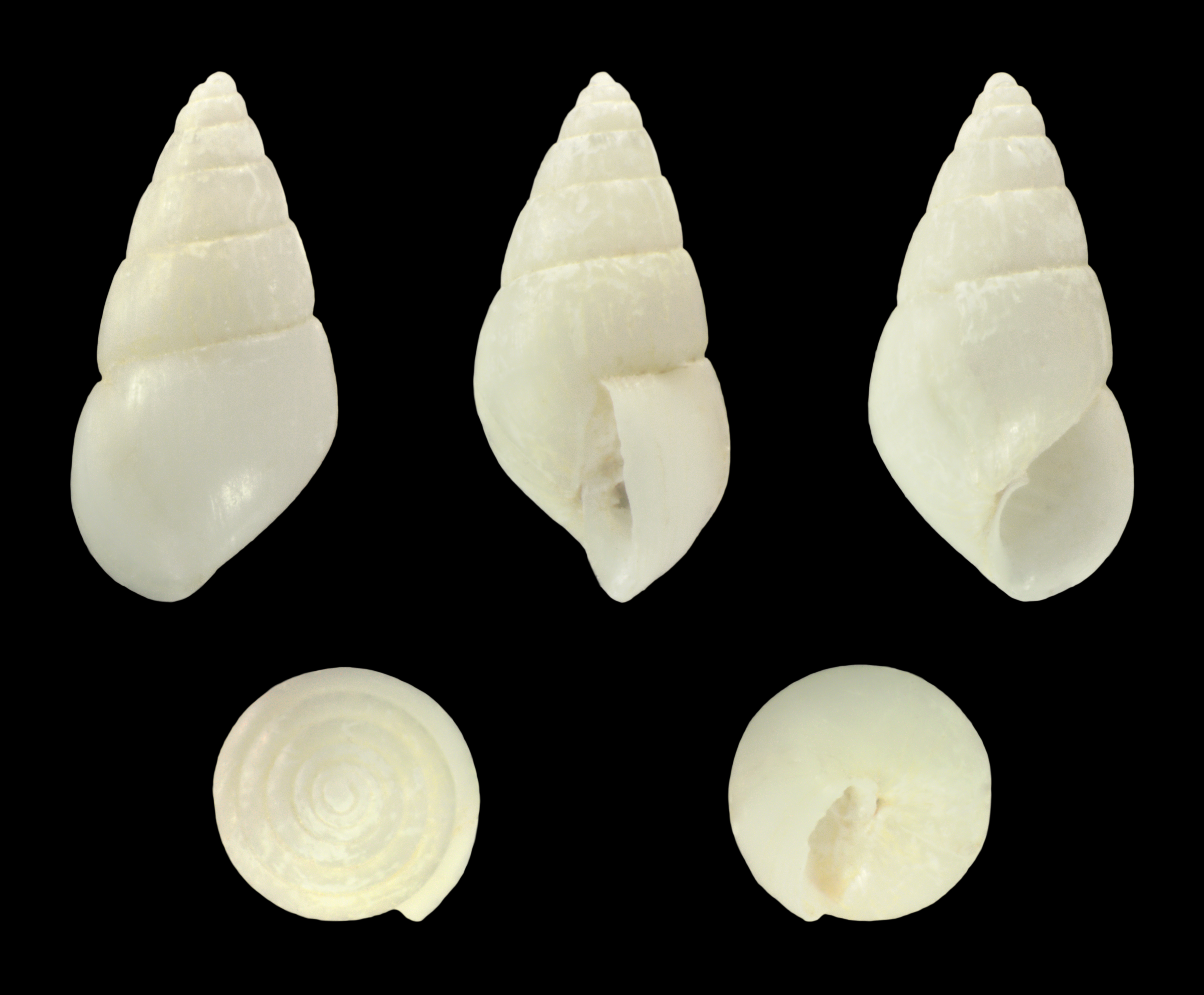
Megastomia conoidea
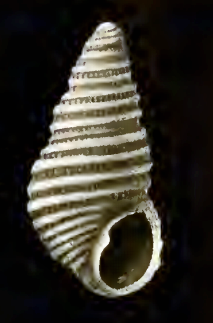
Menestho felix
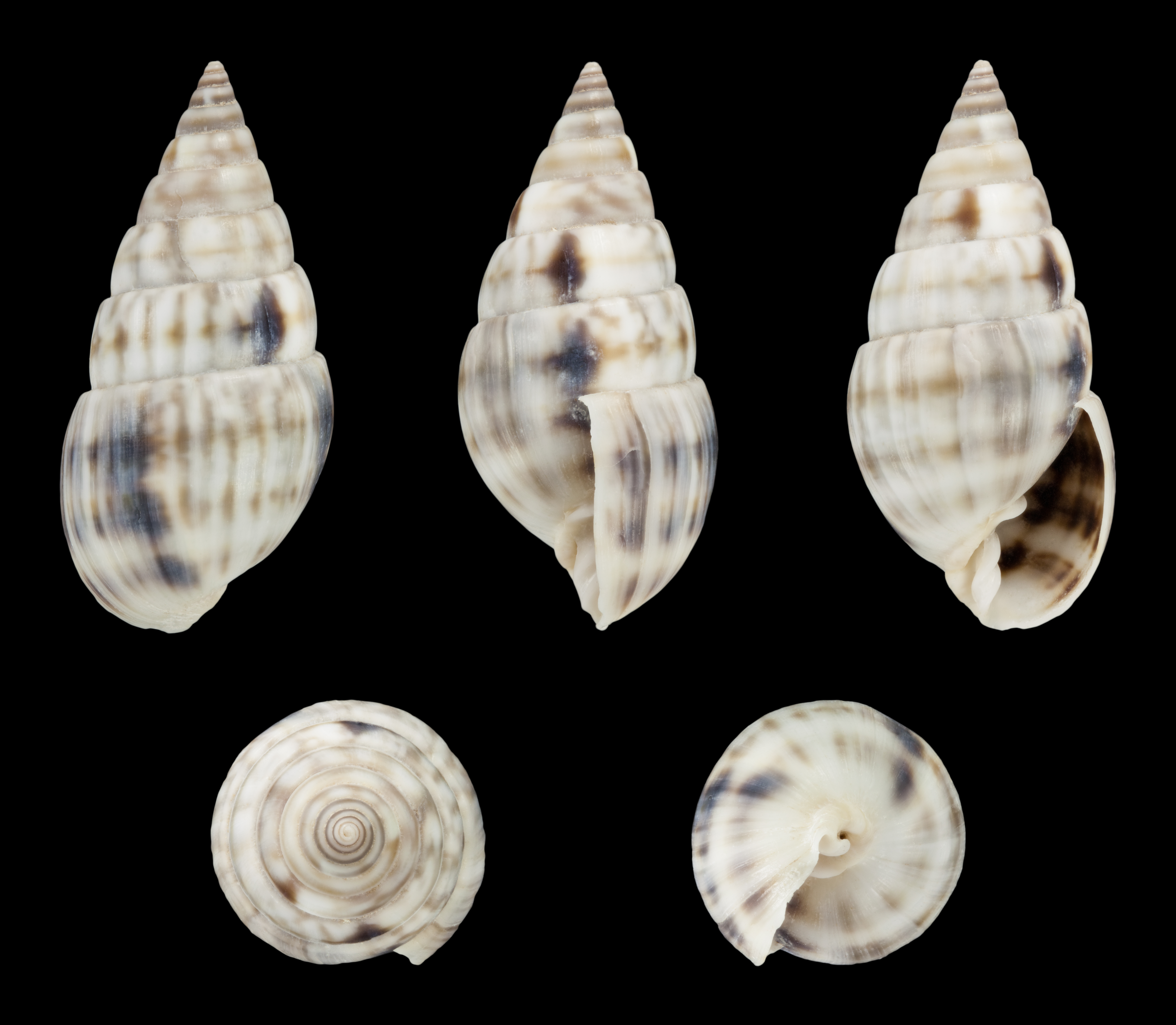
Milda ventricosa
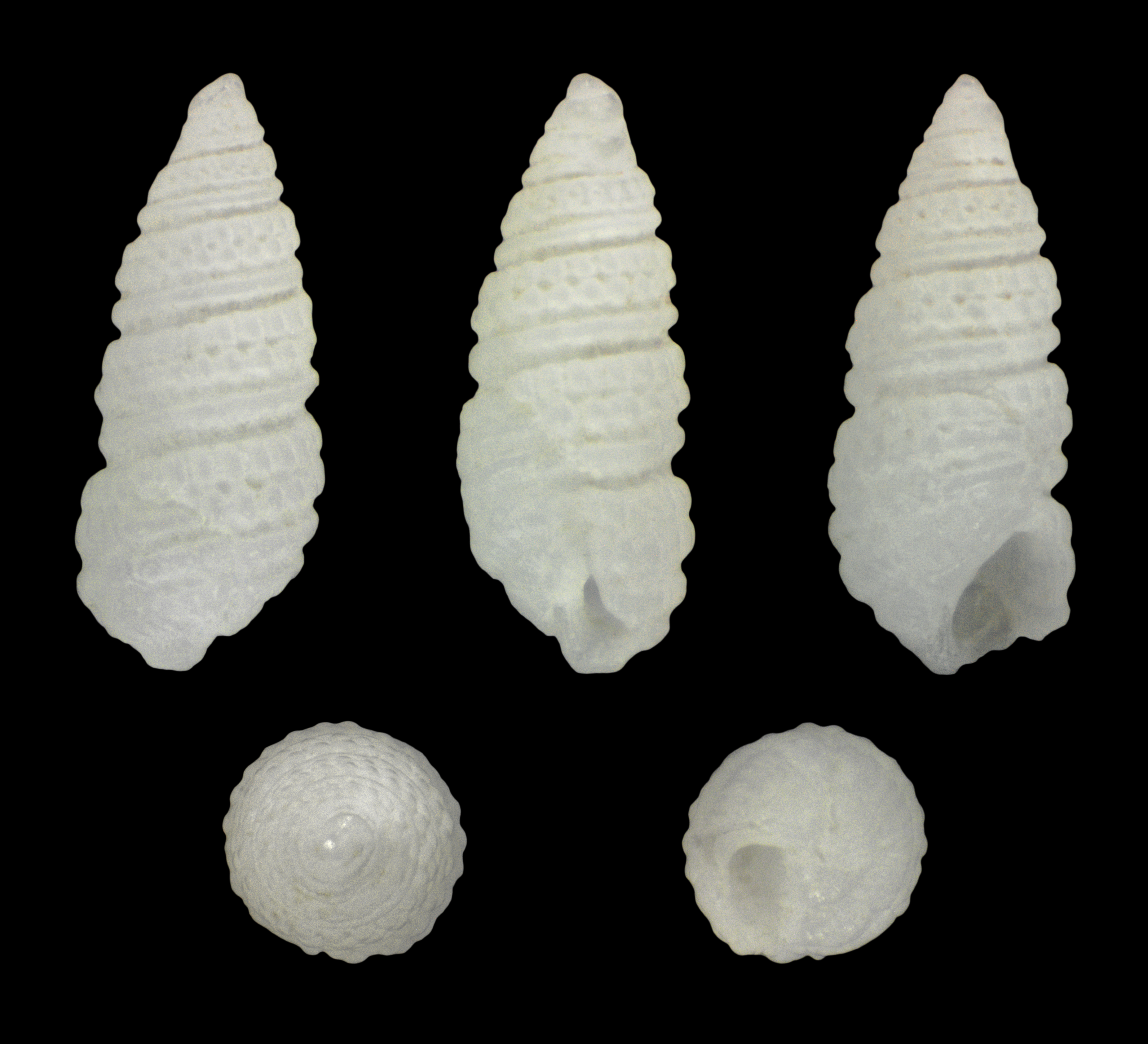
Miralda scopulorum
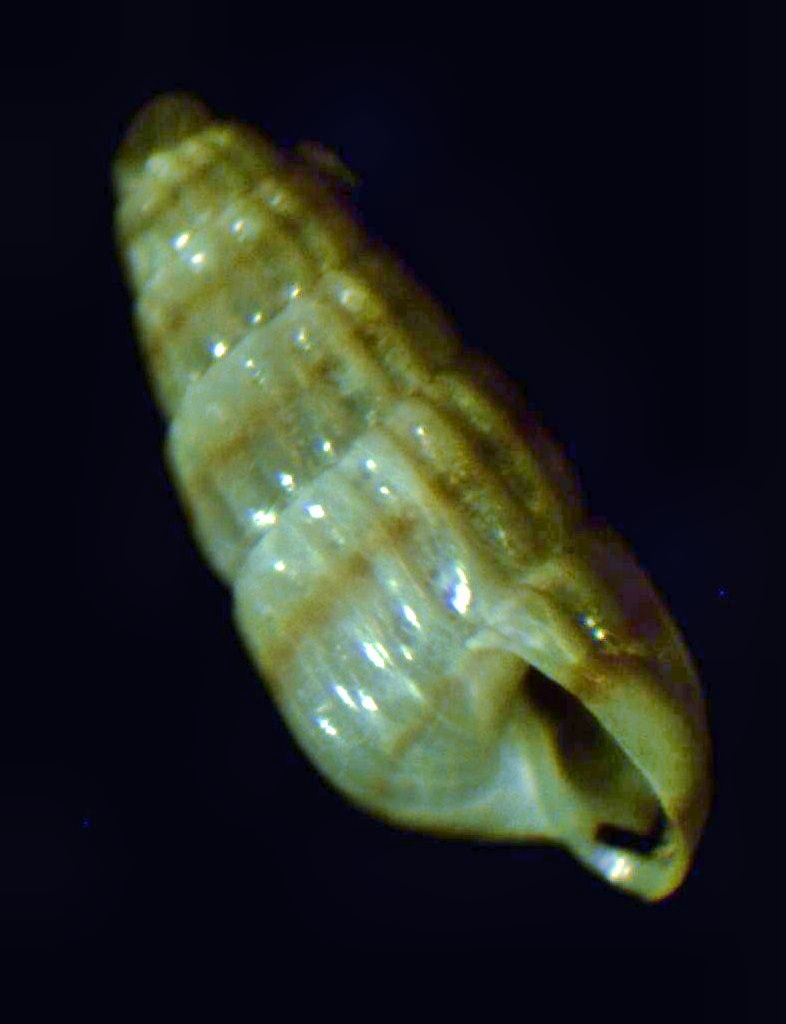
Odostomella doliolum
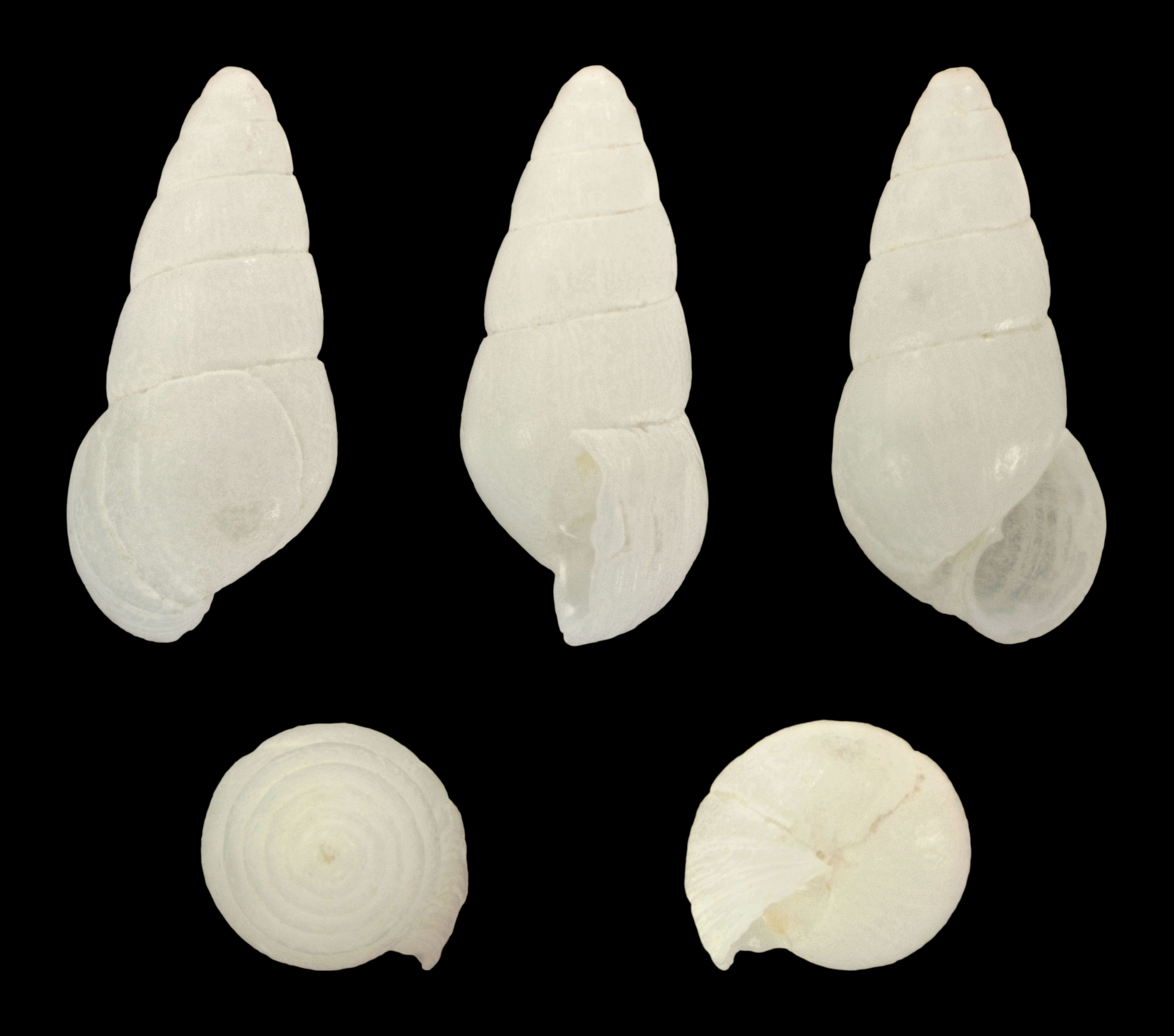
Odostomia acuta
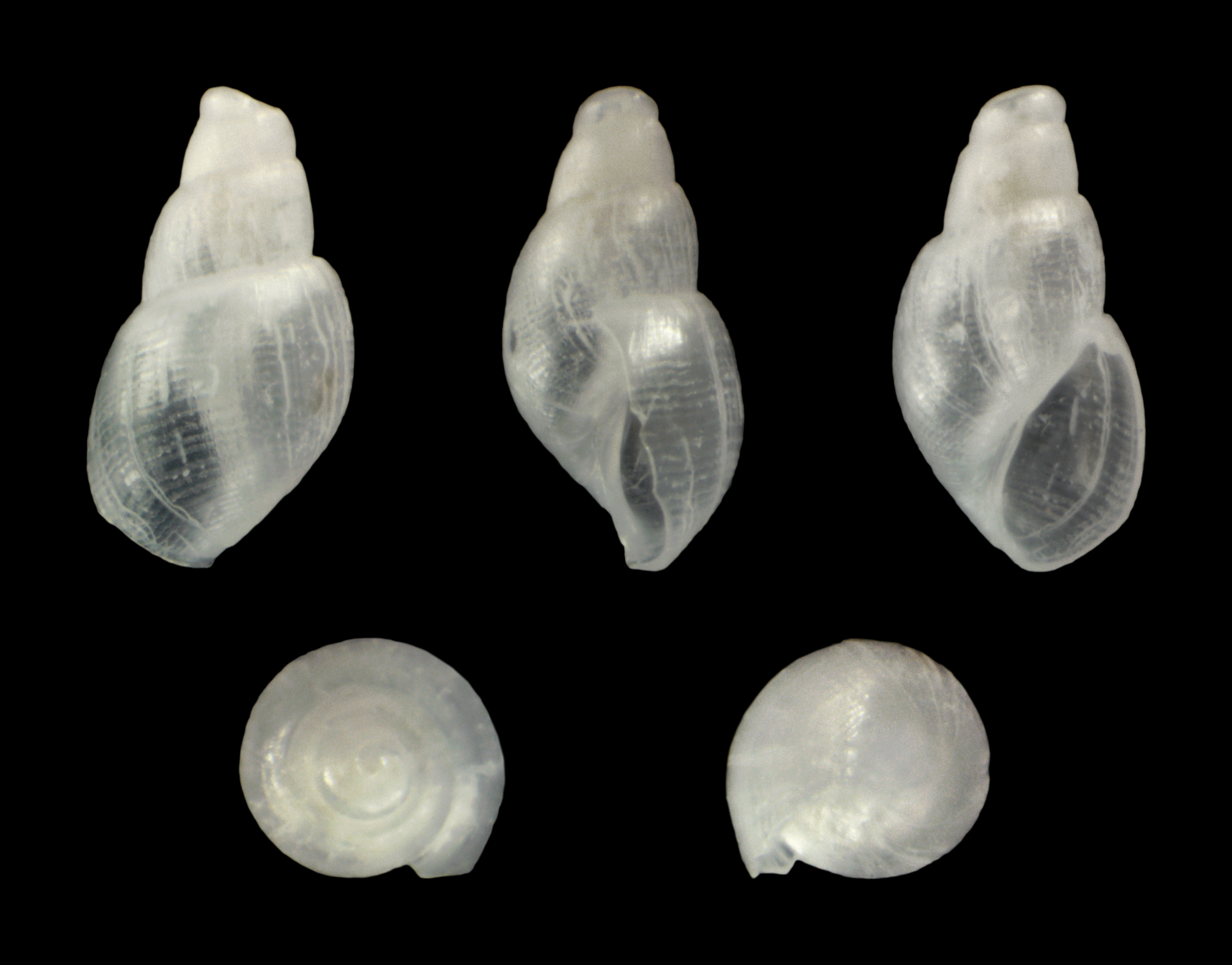
Ondina modiola
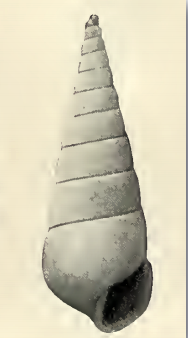
Orinella alfredensis
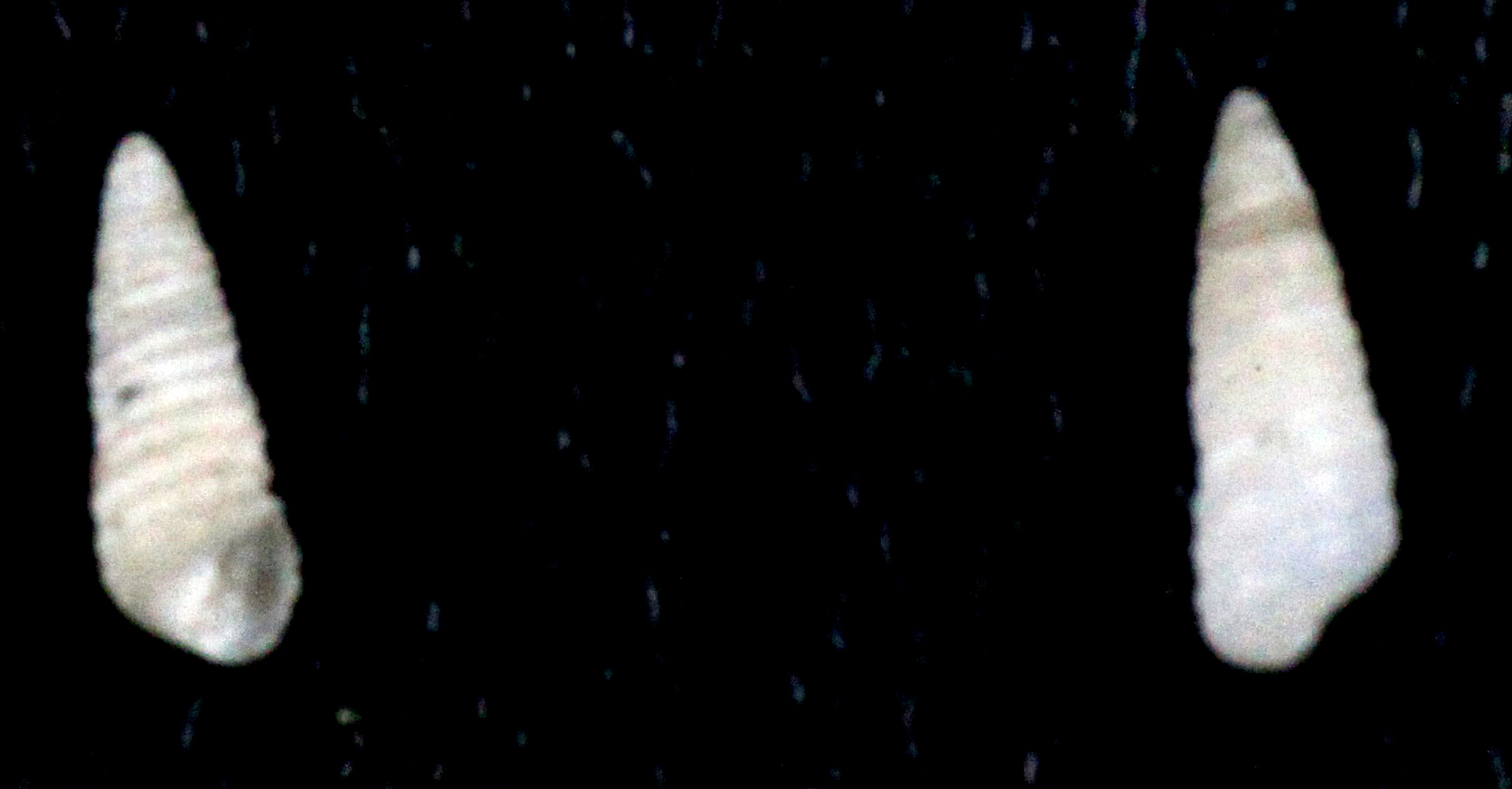
Oscilla tricordata
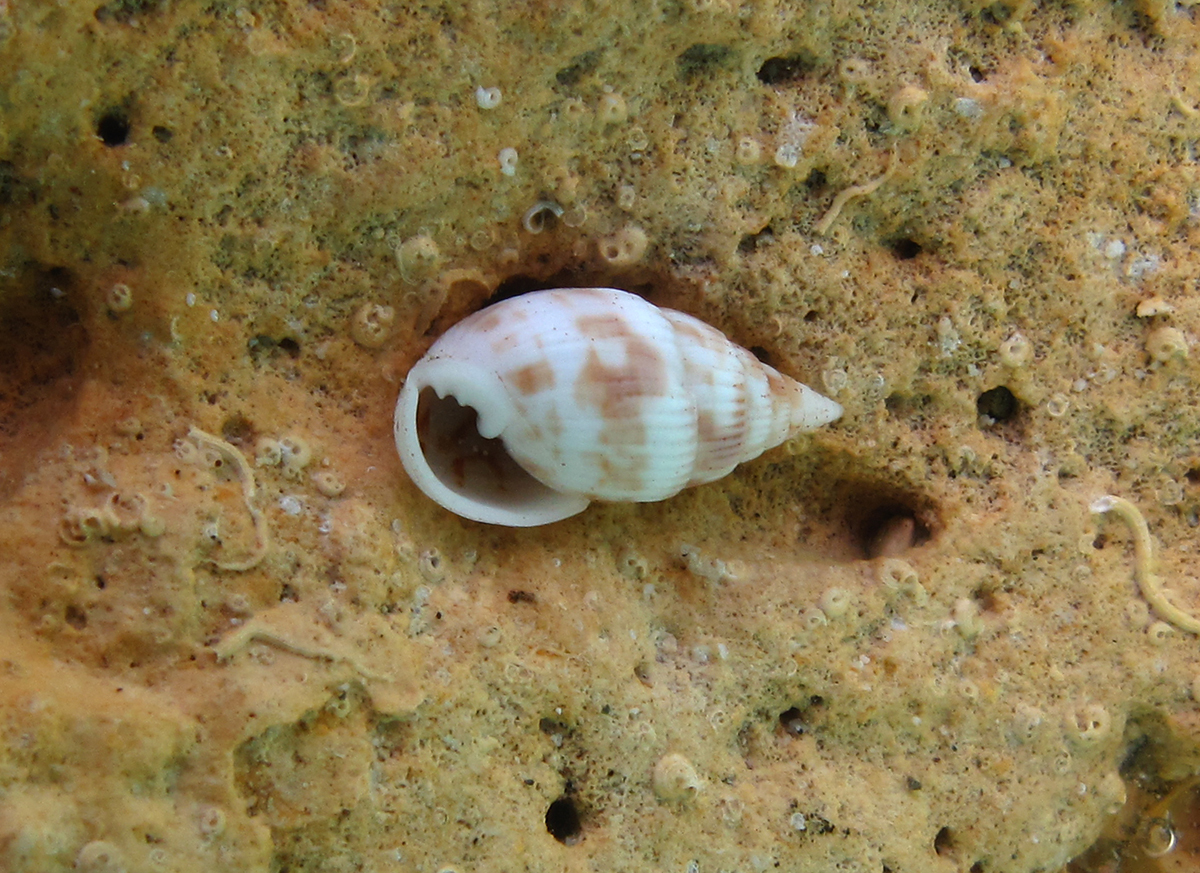
Otopleura nitida
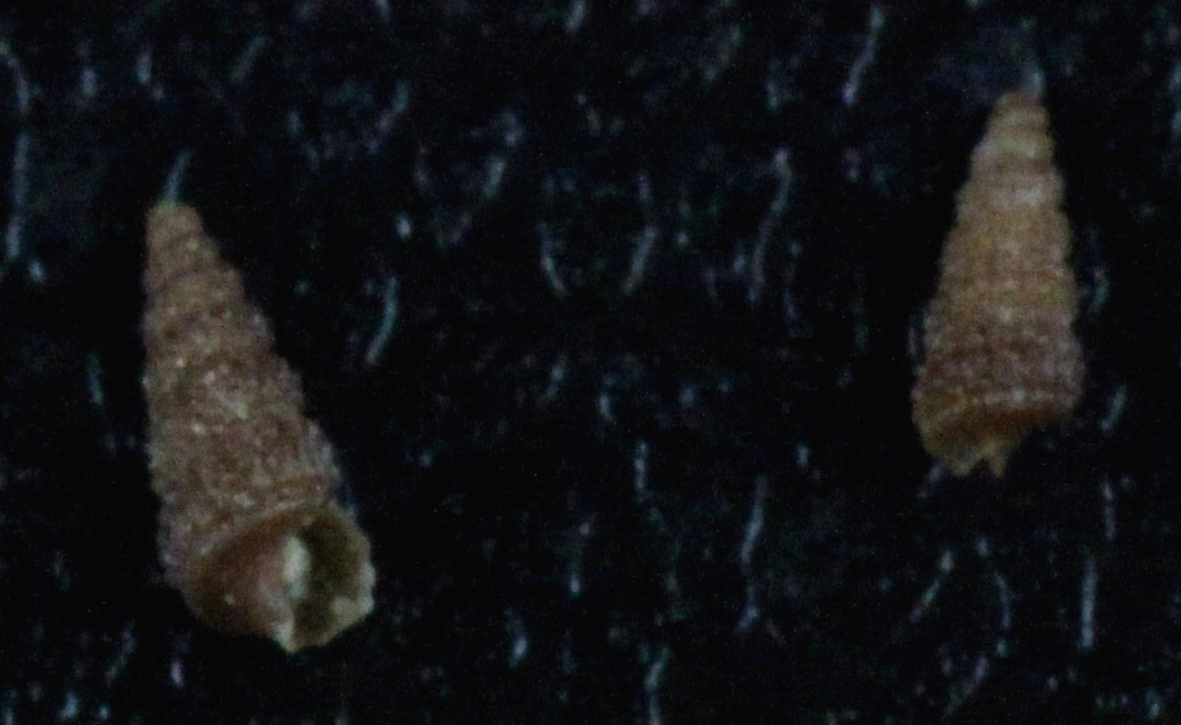
Peristichia pedroana
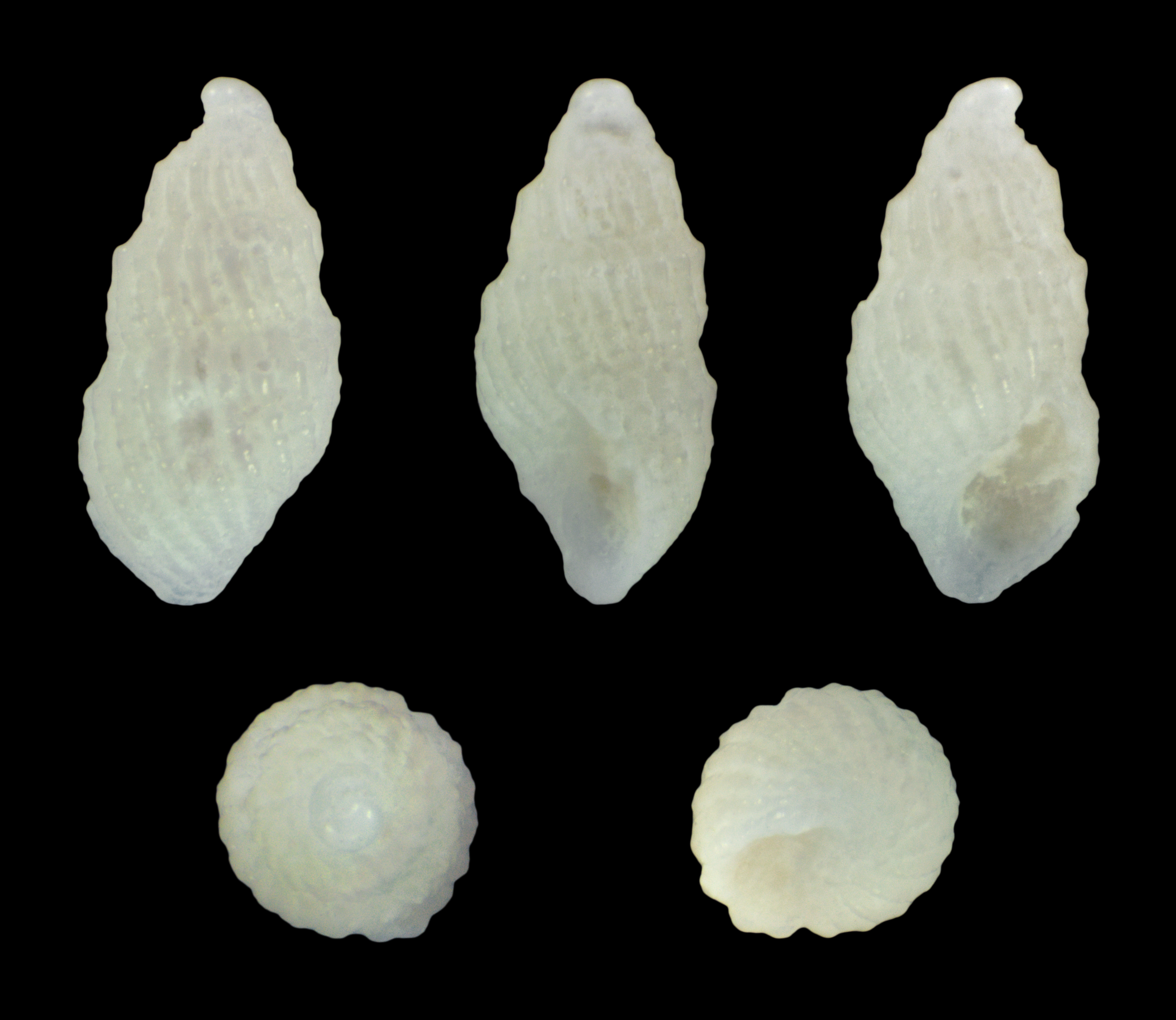
Polemicella polemica
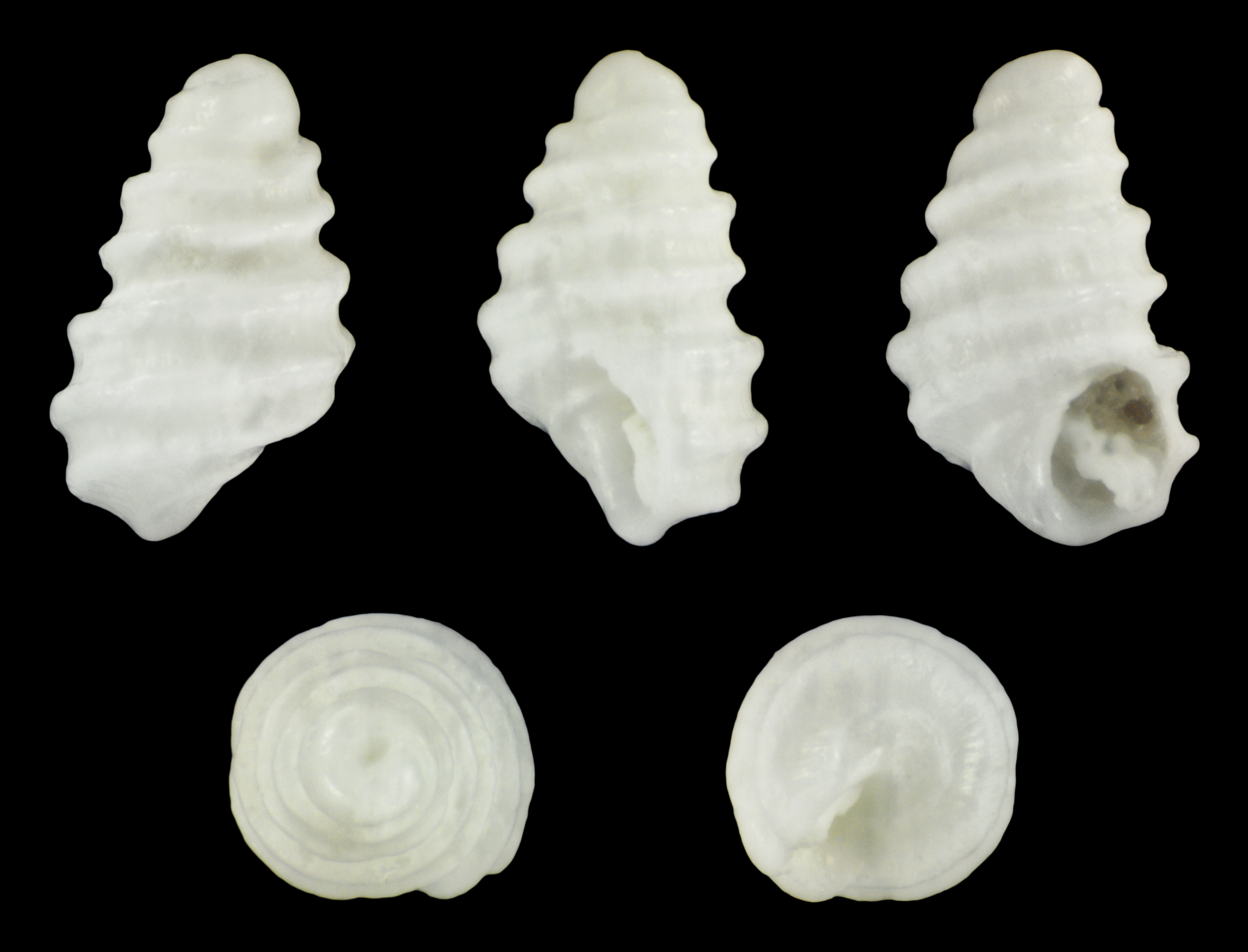
Pseudoscilla babylonia
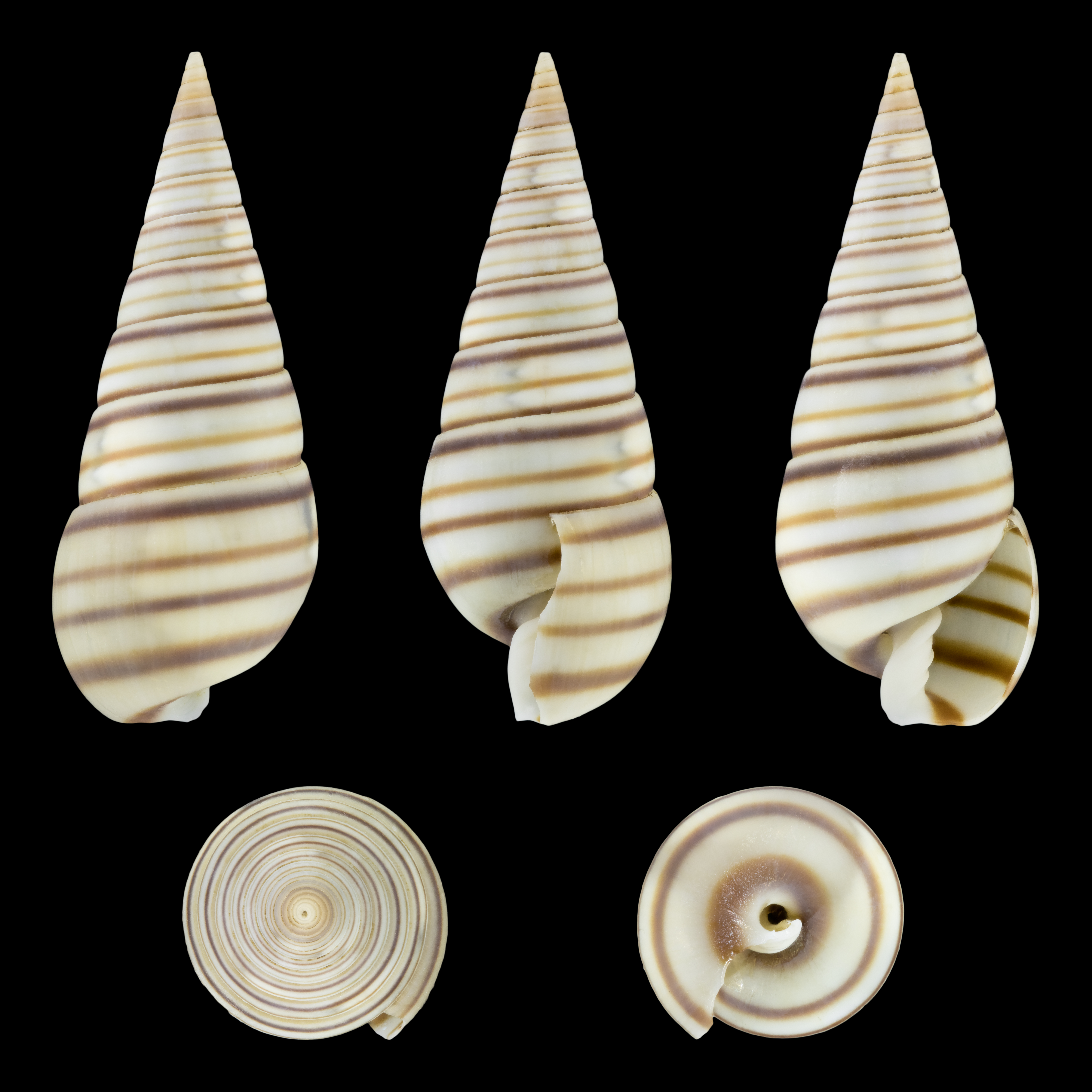
Pyramidella dolabrata
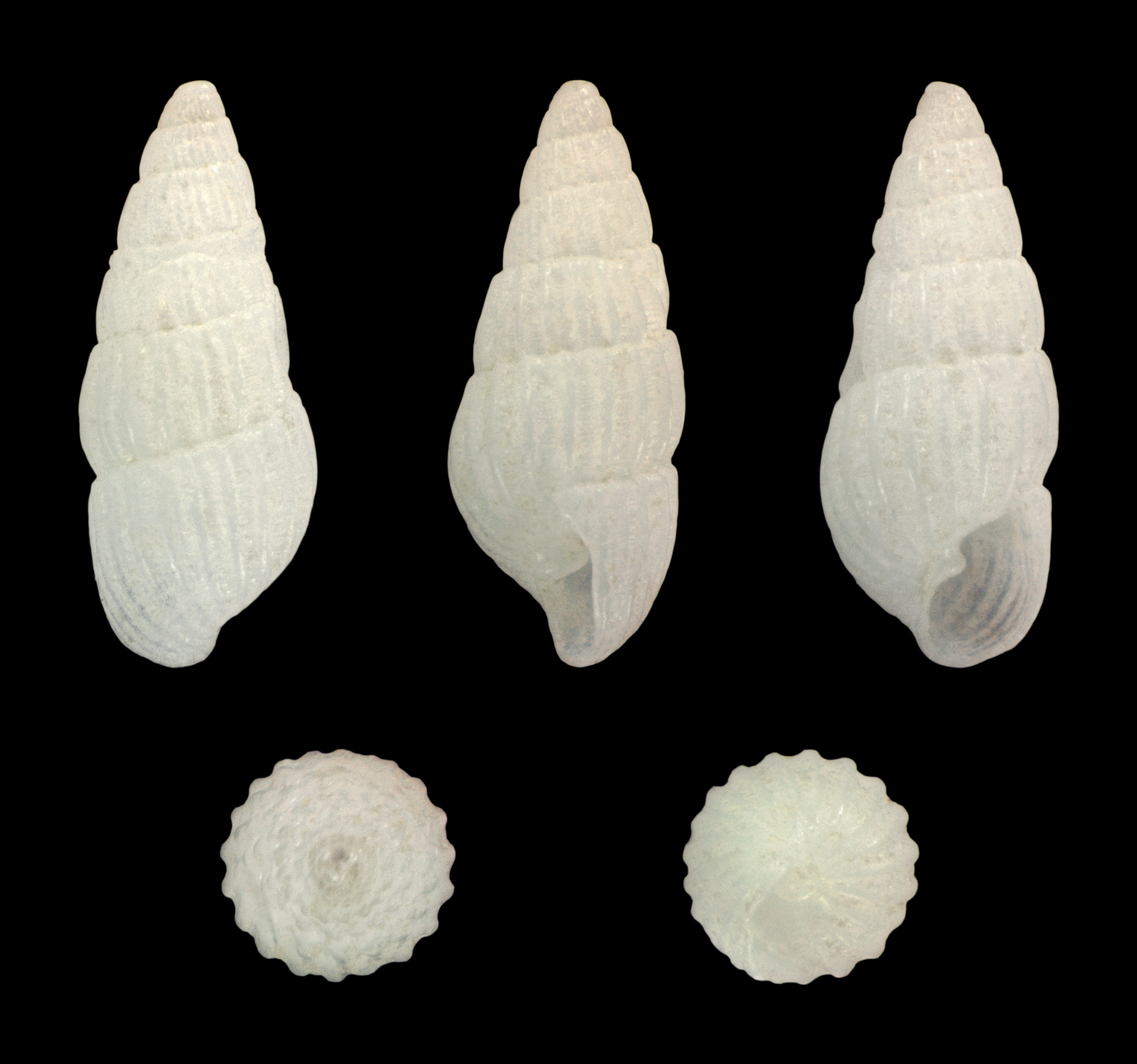
Pyrgulina consimilis
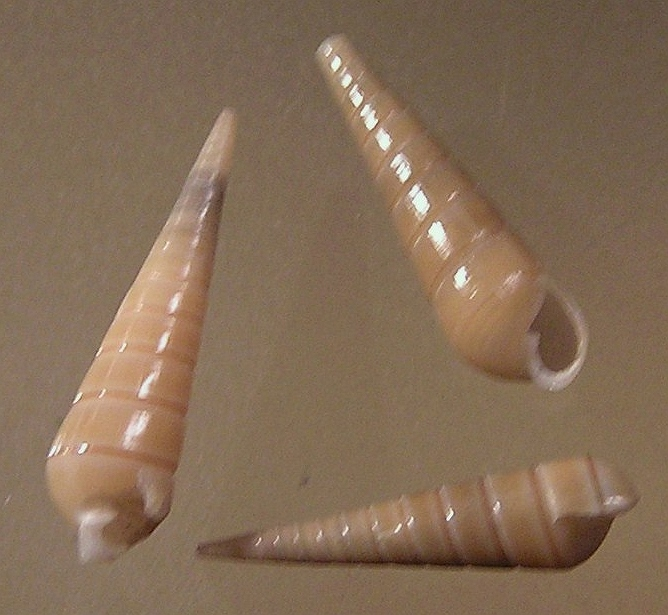
Syrnola adamsi
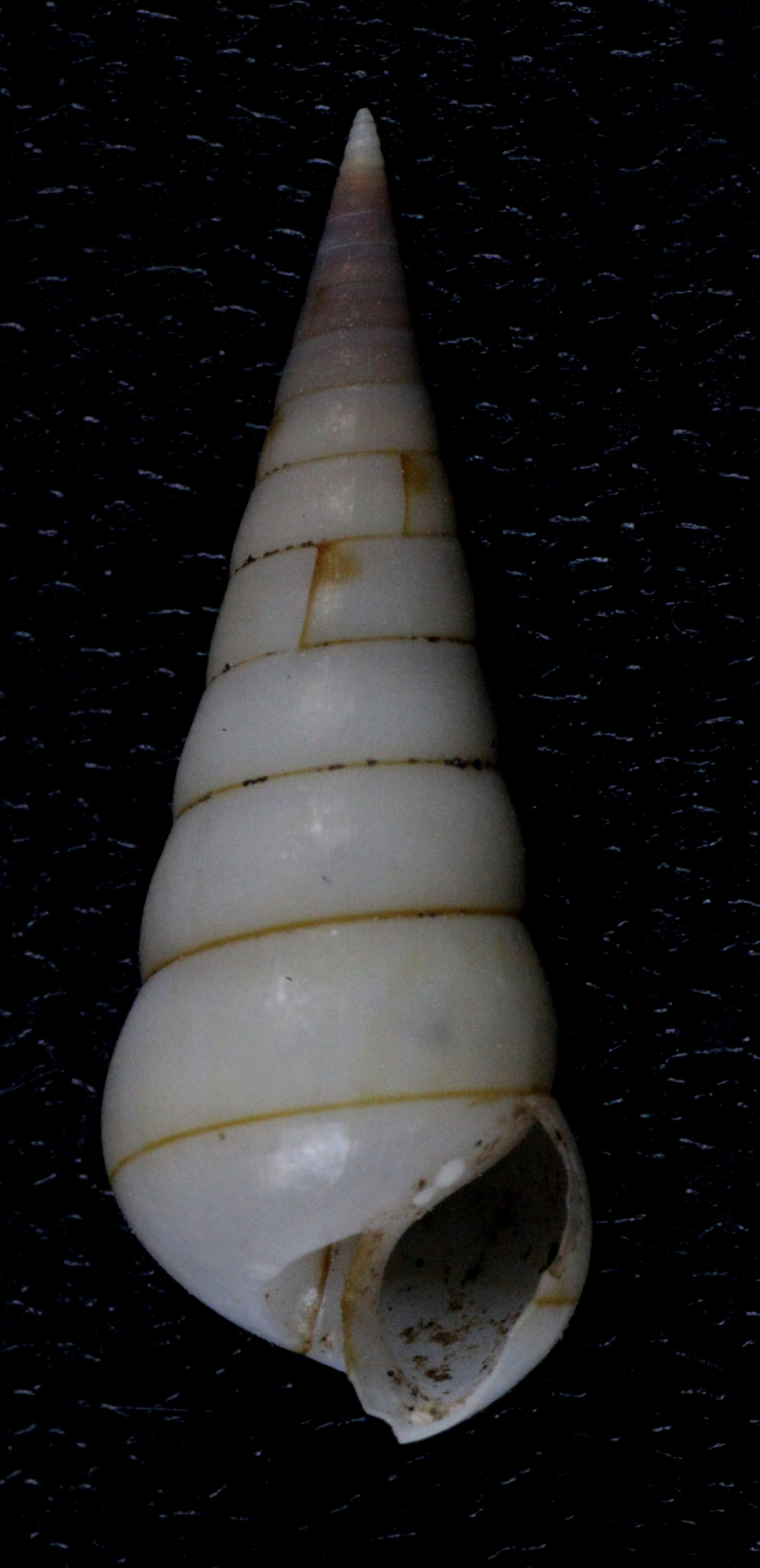
Tropaeas teres
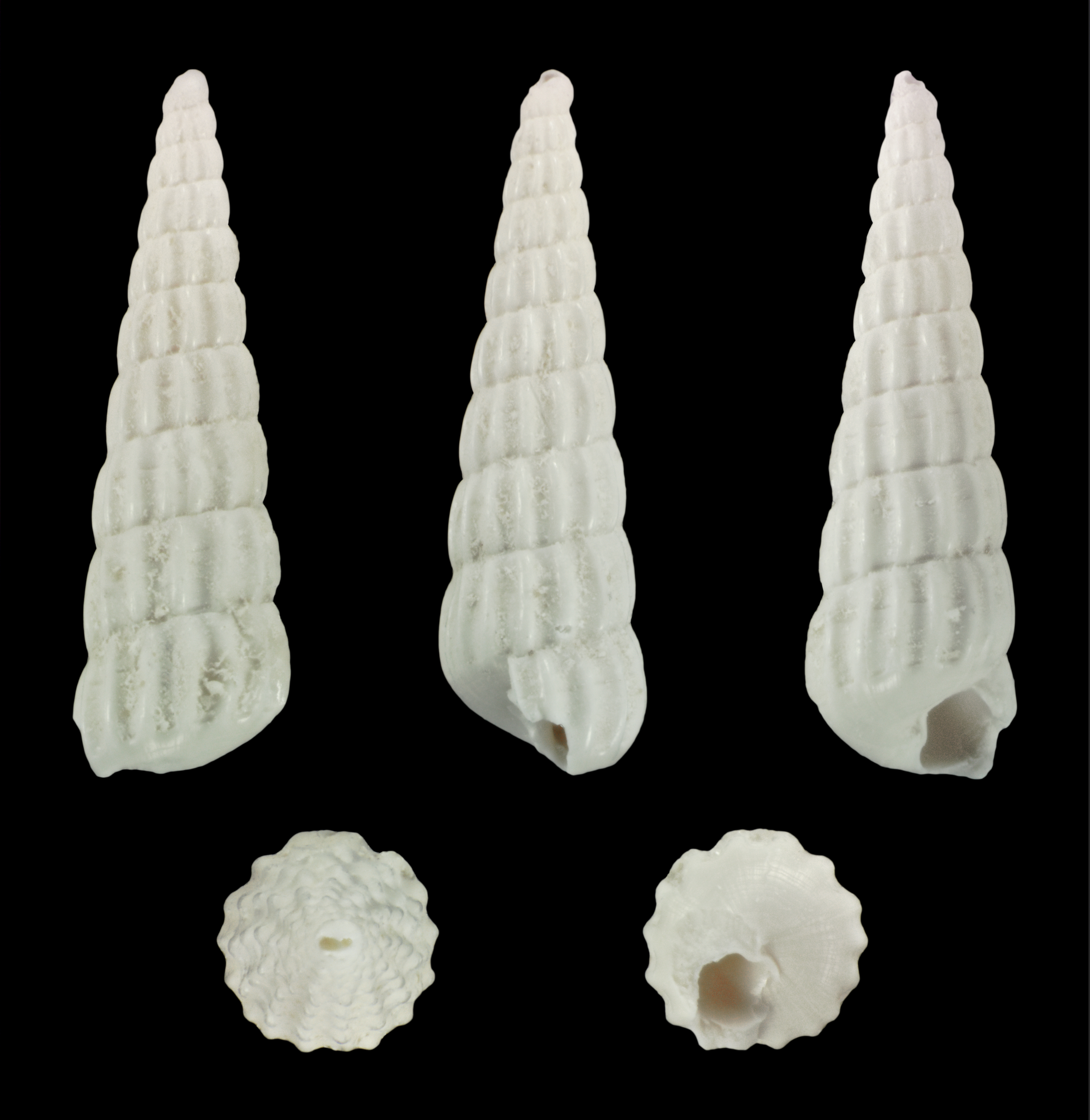
Turbonilla dalli